# The Prisoner
The Prisoner (1967-1968) er en kultdyrket engelsk science fiction tv-serie skabt og produceret af Patrick McGoohan.
Patrick McGoohan spiller selv hovedrollen som Number Six, en forhenværende hemmelig agent, der indespærres i et fængsel udformet som en hyggelig landsby, hvorfra han jævnligt forsøger at flygte. Samtidigt prøver myndighederne, repræsenteret af Number Two, på alle mulige måder at knække hans vilje.
The Prisoner var en uofficiel fortsættelse af McGoohans populære agent-serie Danger Man (1960-1962), og fik selv en fortsættelse i form af tv-miniserien The Prisoner (2009) med James Caviezel og Ian McKellen.